# Banguel
Pour les articles homonymes, voir Banguel (homonymie).
Banguel est une commune située dans le département de Solhan, dans la province du Yagha, région du Sahel, au Burkina Faso.